# Cheveux longs et idées courtes
Singles de Johnny Hallyday
Je l'aime
(23 février 1966) Noir c'est noir
(20 septembre 1966)
Cheveux longs et idées courtes est une chanson emblématique de la carrière de Johnny Hallyday, sortie en 1966. Ce titre est la riposte de Johnny Hallyday à la chanson d'Antoine Les Élucubrations d'Antoine.

## Histoire
Nouveau venu dans la chanson, Antoine connaît en 1966 un début de carrière fulgurant avec le titre Les Élucubrations d'Antoine.

Dans l'un des couplets, il interpelle Johnny Hallyday qu'il considère être une idole dépassée :

« Tout devrait changer tout le temps - Le monde serait plus amusant - On verrait des avions dans les couloirs du métro - Et Johnny Hallyday en cage à Medrano. »

(texte Antoine)
À ce moment de sa carrière, Johnny Hallyday est en mal de tubes, ses dernières chansons n'ayant pas rencontré le succès escompté. Piqué au vif, le chanteur avec son parolier Gilles Thibaut prépare sa riposte. Nommée cheveux longs et idées courtes, la chanson est enregistrée, du 2 au 4 mai, à Paris au studio Blanqui. Le disque est dans les bacs le 10 mai.
En réponse à Antoine qui veut le voir « en cage », Johnny Hallyday lui lance un défi physique, soulignant qu'il est plus facile de le dire que de le réaliser : 

« Si les mots suffisaient pour tout réaliser - Assis sur son derrière avec les bras croisés - Je sais que dans une cage je serais enfermé - Mais c'est une autre histoire que de m'y faire entrer - Car il ne suffit pas d'avoir les cheveux longs »

La chanson raille l'allure d'Antoine, ses cheveux longs, mais aussi les idées qu'il véhicule ; au pacifisme des beatniks, à contre-courant de cette vague, Johnny Hallyday répond en faisant allusion à la guerre du Viêt Nam : 

« Écrire sur son blouson - La guerre doit s'arrêter - Assis sur son derrière - Avec les bras croisés - Les bonzes du Viêt Nam - N'y ont jamais pensé - Tout ce qu'ils ont trouvé - C'est partir en fumée »

Concernant leur mode de vie et leur militantisme, il ajoute : 

« Crier c'est une honte - Des hommes meurent de faim - Assis sur son derrière - Avec les bras croisés - Est-ce la solution - Est-ce le bon moyen - En tout cas les hindous - Devront s'en contenter »

« Assis sur son derrière - Avec les bras croisés » revenant  en leitmotiv dans plusieurs couplets.
Pour finalement conclure (dans le dernier couplet) :

« Faut-il pour être un homme - Ne plus chanter l'amour - Faut-il mendier son pain - Et ne plus être fier »

(paroles Gilles Thibaut)
Texte que l'auteur écrit en une nuit et destine également à ses propres enfants, alors sur les routes avec les beatniks.

### Controverse sur la musique de Cheveux longs et idées courtes
Johnny Hallyday signe la musique de Cheveux longs et idées courtes. Or, celle-ci présente des similitudes avec la chanson My Crucified Jesus du chanteur beatnik flamand Ferre Grignard. Ce dernier s'émeut de ce qu'il considère être un plagiat et intente un procès, dont il sera débouté, du fait qu'il a été démontré que sa chanson s'inspirait elle-même d'un traditionnel américain.
Fait que Daniel Lesueur rappelle : « Le titre - Cheveux longs et idées courtes - est librement adapté de My Crucified Jesus de Ferre Grignard qui a déjà, lui-même, puisé dans le folklore », ajoutant, dans un autre ouvrage coécrit avec François Grimpret : « Ferre Grignard, certes, avait signé de son nom, ce qu'il n'aurait pas dû faire : il aurait dû indiquer « traditionnel arrangé par... », mais Johnny et Grignard sont dans la même maison de disque - Philips - ça arrondit les angles ». Notons que Johnny Hallyday n'avait pas non plus jugé utile de préciser que son titre était issu d'un traditionnel. Selon les deux auteurs, à l'écoute de la version de Grignard, « il y a, certes, un petit quelque chose en commun (le da-ma-dam-dam-dam), mais pas plus qu'entre n'importe quel disque d'Antoine et les premiers Bob Dylan, par exemple. »
Finalement, Ferre Grignard obtient de sa maison de disques Philips d'être libéré de son contrat et passe chez Barclay.

## Diffusion
Cheveux longs et idées courtes sort en vinyle sous différents formats :
- Le 10 mai 1966 : super 45 tours Philips 437228 : Cheveux longs et idées courtes, Du respect, Si tout change, Les coups.
 45 tours promo Philips 373810 : Cheveux longs et idées courtes, Du respect.
- Le 19 octobre 1966 : album studio La Génération perdue Philips : 33 tours mono B70381L ; 33 tours stéréo 840586 PY. (12e et dernière piste de l'album).

## Réception
La chanson atteint la 3e place des ventes en France et s'écoule à plus de 100 000 exemplaires. Elle se classe également en Espagne, au Brésil et en Turquie.

### Classements hebdomadaires
| Classement (1966) | Meilleure position |
| ----------------- | ------------------ |
| Brésil            | 10                 |
| Espagne           | 18                 |
| France            | 4                  |
| Turquie           | 4                  |
| Wallonie          | 20                 |